# Фред Пери
Фредерик Џон Пери (енгл. Frederick John Perry; Стокпорт, 18. мај 1909 — Мелбурн, 2. фебруар 1995) је био енглески тенисер и стонотенисер. Пет година је био светски тениски број један, према тадашњем начину рангирања, од тога четири године узастопно (у периоду од 1934. до 1938) и то прве три као аматерски играч. Пери је први играч у историји тениса који је освојио гренд слем, победивши бар једном на сва четири највећа тениска турнира. Све до 2013. када је на Вимблдону победио Енди Мари био је последњи Британац који је освојио турнир у појединачној конкуренцији.

## Финала гренд слем турнира

### Аматерски гренд слемови[а]

#### Појединачно (8:2)
| Исход  | Година | Турнир               | Подлога | Противник        | Резултат                  |
| ------ | ------ | -------------------- | ------- | ---------------- | ------------------------- |
| Победа | 1933.  | Првенство САД        | Трава   | Џек Крауфорд     | 6:3, 11:13, 4:6, 6:0, 6:1 |
| Победа | 1934.  | Првенство Аустралије | Трава   | Џек Крауфорд     | 6:3, 7:5, 6:1             |
| Победа | 1934.  | Вимблдон             | Трава   | Џек Крауфорд     | 6:3, 6:0, 7:5             |
| Победа | 1934.  | Првенство САД        | Трава   | Вилмер Алисон    | 6:4, 6:3, 3:6, 1:6, 8:6   |
| Пораз  | 1935.  | Првенство Аустралије | Трава   | Џек Крауфорд     | 6:2, 4:6, 4:6, 4:6        |
| Победа | 1935.  | Ролан Гарос          | Шљака   | Готфрид фон Крам | 6:3, 3:6, 6:1, 6:3        |
| Победа | 1935.  | Вимблдон             | Трава   | Готфрид фон Крам | 6:2, 6:4, 6:4             |
| Пораз  | 1936.  | Ролан Гарос          | Шљака   | Готфрид фон Крам | 0:6, 6:2, 2:6, 6:2, 0:6   |
| Победа | 1936.  | Вимблдон             | Трава   | Готфрид фон Крам | 6:1, 6:1, 6:0             |
| Победа | 1936.  | Првенство САД        | Трава   | Дон Баџ          | 2:6, 6:2, 8:6, 1:6, 10:8  |

#### Парови (2:2)
| Исход  | Година | Турнир               | Подлога | Партнер  | Противници                     | Резултат                |
| ------ | ------ | -------------------- | ------- | -------- | ------------------------------ | ----------------------- |
| Пораз  | 1932.  | Вимблдон             | Трава   | Пет Хјуз | Жан Боротра Жак Бруњон         | 6:0, 4:6, 3:6, 7:5, 7:5 |
| Победа | 1933.  | Ролан Гарос          | Шљака   | Пет Хјуз | Вивијан Макграт Ејдријан Квист | 6:2, 6:4, 2:6, 7:5      |
| Победа | 1934.  | Првенство Аустралије | Трава   | Пет Хјуз | Ејдрјан Квист Дон Тернбул      | 6:8, 6:3, 6:4, 3:6, 6:3 |
| Пораз  | 1935.  | Првенство Аустралије | Трава   | Пет Хјуз | Џек Крауфорд Вивијан Макграт   | 6:4, 8:6, 6:2           |

#### Мешовити парови (4:1)
| Исход  | Година | Турнир        | Подлога | Партнер           | Противници                            | Резултат      |
| ------ | ------ | ------------- | ------- | ----------------- | ------------------------------------- | ------------- |
| Победа | 1932.  | Ролан Гарос   | Шљака   | Бети Натол        | Хелен Вилс Муди Сидни Вуд             | 6:4, 6:2      |
| Победа | 1932.  | Првенство САД | Трава   | Сара Палфри Кук   | Хелен Џејкобс Елсворт Вајнс           | 6:3, 7:5      |
| Пораз  | 1933.  | Ролан Гарос   | Шљака   | Бети Натол        | Маргарет Скривен Вивијан Џек Крауфорд | 2:6, 3:6      |
| Победа | 1935.  | Вимблдон      | Трава   | Дороти Раунд Литл | Нил Хол Хопман Хари Хопман            | 7:5, 4:6, 6:2 |
| Победа | 1936.  | Вимблдон      | Трава   | Дороти Раунд Литл | Сара Палфри Кук Дон Баџ               | 7:9, 7:5, 6:4 |

### Професионални гренд слемови
| Исход  | Година | Турнир                      | Подлога       | Противници    | Резултат             |
| ------ | ------ | --------------------------- | ------------- | ------------- | -------------------- |
| Победа | 1938.  | Професионално првенство САД | Дворана       | Брус Барнс    | 6:3, 6:2, 6:4        |
| Пораз  | 1939.  | Професионално првенство САД | Тврда подлога | Елсворт Вајнс | 6:8, 8:6, 1:6, 18:20 |
| Пораз  | 1940.  | Професионално првенство САД | Шљака         | Дон Баџ       | 3:6, 7:5, 4:6, 3:6   |
| Победа | 1941.  | Професионално првенство САД | Шљака         | Дик Скин      | 6:4, 6:8, 6:2, 6:3   |